# زنی در برلین
زنی در برلین (به آلمانی: Eine Frau in Berlin)‏ فیلمی است به کارگردانی مکس فربربوک و با بازی نینا هوس، محصول مشترک آلمان و لهستان. این فیلم بر اساس کتاب خاطرات مارتا هیلرز در برلین تحت اشغال ارتش سرخ ساخته شد و در سال ۲۰۰۸ بر روی پرده رفت.

## پیش‌زمینه
کتاب زنی در برلین نخستین بار در سال ۱۹۵۹ بدون نام نویسنده منتشر شد. در این کتاب، زنی سی و اندی ساله خاطرات خود را از نخستین روزهای اشغال برلین روایت کرده و به موضوع تجاوز به زنان آلمانی توسط سربازان ارتش سرخ پس از اشغال پرداخته بود. انتشار این کتاب اعتراضات فراوانی را برانگیخت. در آلمان غربی آن را توهینی به شرافت خود قلمداد کردند و در آلمان شرقی به تصویر ناخوشایندی که از سربازان ارتش سرخ ترسیم شده بود معترض بودند. این کتاب پس از چاپ به محاق فراموشی رفت. هویت نویسنده تا سال‌ها بعد علنی نشد. تنها پس از مرگ نویسنده در سال ۲۰۰۱ بود که هویت او آشکار شد. او روزنامه‌نگاری بود به نام مارتا هیلرز که در ۲۰ آوریل ۱۹۴۵ در یک زیرزمین شروع به نوشتن خاطرات خود کرد. در سال ۲۰۰۳، کتاب بار دیگر تجدید چاپ شد و در فهرست پرفروش‌ترین کتاب‌ها قرار گرفت و در سال ۲۰۰۸ اقتباس سینمایی آن ساخته شد.

## داستان
بهار ۱۹۴۵ است. برلین به دست ارتش شوروی اشغال شده‌است. یک زن سی و اندی ساله آلمانی، خاطراتش را از این دوران می‌نویسد. نام او را نمی‌دانیم اما می‌دانیم که روزنامه‌نگاری وطن‌پرست است. همسرش، گِرد، پیش از جنگ نویسنده بوده و حالا در مرز شوروی می‌جنگد. زن به همراه بقیه مردم چند روز نخست اشغال را در پناهگاهی زیر زمینی می‌گذراند. بعد سربازان ارتش سرخ بخش مسکونی برلین را اشغال می‌کنند و تجاوز به زنان آلمانی آغاز می‌شود. این زن که زبان روسی را روان صحبت می‌کند با سرگردی از ارتش سرخ به نام آندری ریبکان، طرح دوستی می‌ریزد تا ژنرال از او در برابر تجاوز دیگر سربازان دفاع کند. به این ترتیب موفق می‌شود برای خود و دوستانش امنیت و آذوقه تهیه کند. اما قضیه به این سادگی تمام نمی‌شود و فرمانده روسی به خاطر حمایت از این زنان توبیخ می‌شود.